# Хајрула Чеку
Хајрула Чеку (алб. Hajrulla Çeku; Призрен, 7. јула 1983) албански је политичар са Косова и Метохије, који од 2021. године обавља функцију министра културе, омладине и спорта Републике Косово. Пре политике, био је активиста а бавио се питањима културе, туризма, урбаног планирања и животне средине. Такође је био заменик министра туризма и животне средине Албаније.

## Биографија
Рођен је 7. јула 1983. године у Призрену, у тадашњој Социјалистичкој Федеративној Републици Југославији. Студирао је политичке науке на Универзитету у Приштини и магистрирао је управљање и локални развој на Универзитету у Тренту и Универзитету у Регензбургу.
Био је део грађанских иницијатива за заштиту урбане структуре градова на Косову и Метохији и радио је на побољшању приступа заједници и оснаживању угрожених група. Током година био је укључен у многе локалне и међународне организације. Такође је био члан Савета за туризам Републике Косово, а као спољни експерт подржао је израду националне политике за интегрисано очување културног наслеђа.
Завршио је неколико међународних програма обуке из области заштите културног наслеђа, људских права, менаџмента у туризму, лидерских вештина у САД, Малти, Немачкој, Белгији, Хрватској и Француској.
Придружио се Самоопредељењу пре парламентарних избора 2019. Између 2019. и 2021. био је народни посланик Скупштине Републике Косово. Такође је био је председник парламентарне анкетне комисије у вези са процесом приватизације у Републици Косово, члан Комисије за пољопривреду, шумарство, рурални развој, инфраструктуре и животне средине и члан Комитета за права и интересе заједница и повратак. Био је и председавајући Форума за парламентарну транспарентност и део Групе посланика за зелену политику.
На изборима 2021. године поново је постао народни посланик, али је одустао од свог места да би постао министар културе, омладине и спорта у другој влади Аљбина Куртија.
Поред албанског говори и енглески, турски и српски језик. Ожењен је и има ћерку.

## Контроверзе
Након одржане литургије у Храму Христа Спаса у Приштини у јуну 2021. године, саопштио је да је литургија била незаконита, јер је земљиште на ком је црква подигнута 1990-их још увек у правном спору између Универзитета у Приштини и Српске православне цркве, иако је претходно Апелациони суд доделио СПЦ право власништва над црквеним земљиштем.
У новембру 2022. објавио је фотографију која је наводно настала у свлачионици репрезентације Србије у Катару уочи утакмице са Бразилом на којој стоји транспарент који приказује Косово и Метохију у бојама српске тробојке с натписом „Нема предаје”. Захтевао је од ФИФА-е да покрене дисциплински поступак против Фудбалског савеза Србије због наводне „поруке која подрива мржњу, ксенофобију и геноцид према Републици Косово”.